# Harry Bowen
Pour les articles homonymes, voir Bowen.

a Compétitions nationales et continentales officielles uniquement.

b Matchs officiels uniquement.
David Henry « Harry » Bowen, né le 4 mai 1864 à Llanelli et mort le 17 août 1913 à Bynea, est un joueur gallois de rugby à XV ayant occupé le poste d'arrière avec le pays de Galles.

## Carrière
Il connaît sa première sélection en équipe nationale le 16 décembre 1882 contre l'Angleterre. Sa dernière sélection a lieu le 8 janvier 1887 contre l'Angleterre. Il a joué pour Llanelli RFC. Il en a été le capitaine. 

## Statistiques en équipe nationale
- 4 sélections en équipe de Galles
- Sélections par année : 1 en 1882, 2 en 1886, 1 en 1887
- Participation à trois tournois britanniques en 1882, 1886 et 1887